# Дутшево
Дутшево — деревня в Дмитровском районе Московской области, в составе сельского поселения Куликовское. Население — 14 чел. (2010). До 1979 года — центр Дутшевского сельсовета. В 1994—2006 годах Дутшево входило в состав Зареченского сельского округа.

## Расположение
Деревня расположена на северо-западе района, на границе с Тверской областью, примерно в 33 км к северо-западу от Дмитрова, на правом берегу реки Сестры, высота центра над уровнем моря 119 м. Ближайшие населённые пункты — Исаково на севере, Меленки с Дрочево на юго-востоке и Быстрово, Тверской области, на противоположном берегу реки.

## Население
| 2002 | 2006 | 2010 |
| ---- | ---- | ---- |
| 14   | ↘12  | ↗14  |